# Andrzej Kamrowski
Andrzej Adam Kamrowski (ur. 15 września 1954) – polski działacz samorządowy i polityczny związany ze Szczecinem. Absolwent Politechniki Warszawskiej.

## Działalność samorządowa i polityczna
Syn Adama. W latach 1990-1997 pełnił funkcję dyrektora Wydziału Geodezji i Gospodarki Gruntami Urzędu Miejskiego w Szczecinie. W latach 1990-2002 był radnym Rady Miasta Szczecin. W 2002 bez powodzenia ubiegał się o reelekcję. Od 24 listopada 1997 r. do 18 listopada 1998 sprawował funkcję Wiceprezydenta Miasta Szczecina, odpowiedzialnego za zadania z zakresu polityki gospodarczej miasta. Startował w wyborach samorządowych w 2002, ubiegając się o stanowisko prezydenta Szczecina. Otrzymał 496 głosów (0,49%), co dało mu ostatnie, 13. miejsce. 
W latach 1998-2000 był członkiem Stronnictwa Konserwatywno-Ludowego, obecnie bezpartyjny.
W 2006 podczas wyborów samorządowych Andrzej Kamrowski był członkiem honorowego komitetu kandydatki Prawa i Sprawiedliwości na stanowisko prezydenta Szczecina Teresy Lubińskiej.
Od 2014 roku jest członkiem Rady Osiedla Gumieńce.

## Działalność opozycyjna przed 1989 r.
W październiku 1979 r. był członkiem Komitetu Założycielskiego WZZ Pomorza Zachodniego. Był członkiem redakcji pisma „Robotnik Szczeciński” – pierwszego niezależnego pisma wydawanego przez środowisko szczecińsko-gryfińskie od marca 1979 do lutego 1981. Współtworzył szczecińską NSZZ „Solidarność” i jako delegat uczestniczył w jej I Krajowym Zjeździe. Według Instytut Pamięci Narodowej był wówczas tajnym współpracownikiem Służby Bezpieczeństwa. Jednak sam Kamrowski zaprzecza współpracy z SB.